# Републикански път III-811
Републикански път IIІ-811 е третокласен път, част от Републиканската пътна мрежа на България, на територията на Софийска и Пернишка област. Дължината му е 49,6 km.
Пътят се отклонява наляво при 18,8 km на Републикански път II-81 в местността „Беледие хан“ и се насочва на югозапад през Софийската котловина. Преминава през село Богьовци, пресича Републикански път I-8 при неговия 28,2 km, минава през центъра на град Сливница, след което навлиза в североизточните части на планината Вискяр. Преминава последователно през селата Гълъбовци, Гургулят и Ракита, преодолява планината и слиза по югозападния ѝ склон, като минава през село Арзан, където навлиза в Брезнишката котловина и достига центъра на град Брезник. След това пътят завива на юг и по долината на Конска река в махала Палилула се свързва с Републикански път III-605 при неговия 9,7 km.
Към 2016 година пътят е в изключително лошо състояние, особено в участъка между селата Ракита и Гургулят.
По протежението на Републикански път IIІ-811 надясно от него се отделят два третокласни пътя от Републиканската пътна мрежа с четирицифрени номера:
- при 13,1 km, в центъра на град Сливница — Републикански път III-8112 (21,2 km) през селата Алдомировци, Бърложница, Драготинци и Габер до 36,5 km на Републикански път III-813 северно от последното;
- при 36,1 km, в югозападната част на град Брезник — Републикански път III-8114 (32,6 km) през селата Бегуновци, Кошарево, Станьовци, Долна Секирна и Горна Секирна до село Горочевци при 18,1 km на Републикански път III-637 (в участъка между селата Горна Секирна и Горочевци пътят не е изграден и представлява полски горски път).

| Пътища, отклоняващи се надясно (населено място, № на пътя, посока на пътя) | km   | Пътища, отклоняващи се наляво (посока на пътя, № на пътя, населено място) |
| -------------------------------------------------------------------------- | ---- | ------------------------------------------------------------------------- |
| Община Костинброд, Софийска област, II-81, 18,8 km, мест. Беледие хан ←    | 0,0  | ← мест. Беледие хан, 18,8 km, II-81, Софийска област, Община Костинброд   |
| с. Богьовци                                                                | 3    | с. Богьовци                                                               |
| (за селата Опицвет и Безден) общински път ←                                | 6    | → общински път (за с. Петърч)                                             |
| Община Сливница, (от ГКПП Калотина) I-8, 28,2 km →                         | 10,0 | → 28,2 km, I-8 (до ГКПП Капитан Андреево - Капъкуле), Община Сливница     |
| (до 36,5 km на III-813) III-8112 0 km, гр. Сливница ←                      | 13,1 | гр. Сливница                                                              |
| с. Гълъбовци                                                               | 20   | с. Гълъбовци                                                              |
| с. Гургулят                                                                | 23,5 | с. Гургулят                                                               |
| с. Ракита                                                                  | 28,5 | с. Ракита                                                                 |
| Община Брезник, Област Перник                                              | 29,6 | Област Перник, Община Брезник                                             |
| с. Арзан                                                                   | 32   | с. Арзан                                                                  |
| (до ГКПП Стрезимировци) II-63 21,9 km, гр. Брезник ←                       | 35,6 | ← гр. Брезник, 21,9 km II-63 (от гр. Перник)                              |
| (до с. Горочевци) III-8114 0 km, гр. Брезник ←                             | 36,1 | гр. Брезник                                                               |
| (за с. Ноевци) общински път] ←                                             | 43,1 |                                                                           |
|                                                                            | 44,6 | → общински път (за с. Слаковци)                                           |
|                                                                            | 46,4 | → общински път (за с. Сопица)                                             |
| (до с. Враня стена) III-605 9,7 km ←                                       | 49,6 | ← 9,7 km III-605 (от 74,7 km на I-6)                                      |